# Захисник (хокей з шайбою)
Захисник (англ. Defenceman) — ключовий польовий гравець у хокеї, основне місце у лінії захисту. Захисники — гравці універсальні, але першочергові для них — оборонні функції. Обов'язкова якість захисників — вміння вести особисті єдиноборства. Силові протидії займають чільне місце в технікотактичному арсеналі захисників, що знаходить своє відображення в їх зовнішньому вигляді: сучасні захисники, як правило, високорослі, потужні спортсмени, які володіють значним швидкісно-силовим потенціалом.
Також в кожній зоні майданчика існують постулати оборони, на яких будуються подальші взаємодії між гравцями.
Чужа зона: Оборона за дальньою синьою лінією приймає позиційний вигляд, її основна мета — не дати шайбі вийти з чужої зони. В основному це здійснюється методом підстраховки.
Середня зона: У середній зоні при атаці чужої команди основне завдання захисту — притиснути гравця, що володіє шайбою, до борту і не дати провести атакуючим розпасовки. Також деякі команди користуються тактикою штучного офсайду, але вона не поширена через потенційних вилучень.
Своя зона: Тут оборона йде всією командою, і дії захисту залежать від рівня участі центр-форварда, в основному завдання кожного із захисників - відповідати за свою сторону (вона вибирається з особистих переваг і хвата) і вивести шайбу із зони, розрізавши розпасовки.